# Cambria (Kalifornija)
Cambria je naseljeno područje za statističke svrhe u američkoj saveznoj državi Kalifornija. Prema popisu stanovništva iz 2010. u njemu je živjelo 6,032 stanovnika.